# Liu Shanshan
Liu Shanshan (劉杉杉T, 刘杉杉S, Liú ShānshānP; Baoding, 16 marzo 1992) è un'ex calciatrice cinese, di ruolo difensore.

## Carriera
Liu ha iniziato la sua formazione calcistica all'età di 5 anni, prendendo spunto dal padre che era stato anche esso un calciatore. Ha frequentato l'Università di Hebei. ha fatto la trafila delle nazionali giovanili del suo paese fino alla formazione under 20, con la quale ha disputato il Mondiale di Giappone 2012.
L'8 dicembre 2012, Liu ha fatto il suo debutto quando era nelle nazionali di calcio femminile cinese, in una sconfitta 4-0 contro gli Stati Uniti a Ford Field, Detroit.

## Palmarès

### Club
- Campionato cinese: 3

Wuhan Jiangda: 2021, 2022, 2023